# ملکه سازان پنهان
ملکه سازان پنهان (انگلیسی: Secret Queen Makers؛‏ کره‌ای: 퀸카메이커) یک مجموعه اینترنتی تبلیغاتی محصول کره جنوبی در سال ۲۰۱۸ است که توسط لوته دیوتی فری شاپ تولید شد. این مجموعه از ۴ تا ۱۹ ژوئن ۲۰۱۸، روزهای دوشنبه، سه‌شنبه و پنجشنبه از ناور تی‌وی کست و یوتیوب پخش شد.

## بازیگران
- گو وون هی در نقش آن گونگ جو
- لی جون گی در نقش خودش (قسمت ۱، ۶)
- هوانگ چی یول در نقش خودش (قسمت ۱–۲)
- لیتوک در نقش خودش (قسمت ۲–۳)
- هوانگ چی یول در نقش خودش (قسمت ۳–۴)
- پارک چانیول در نقش خودش (قسمت ۴–۵)
- سهون در نقش خودش (قسمت ۶–۷)
- جین هه وون در نقش وانگ بیت نا

## موسیقی متن اصلی
| شماره      | نام                                          | هنرمند     | مدت  |
| ---------- | -------------------------------------------- | ---------- | ---- |
| ۱.         | «امروز بیشتر از دیروز (어제보다 오늘 더 널)» | اون‌هیوک    | ۳:۳۴ |
| ۲.         | «زیبا (예뻐져요)»                            | جو اون ئه  | ۳:۲۶ |
| مجموع مدت: | مجموع مدت:                                   | مجموع مدت: | ۷:۰۰ |